# Área metropolitana de Santander-Torrelavega

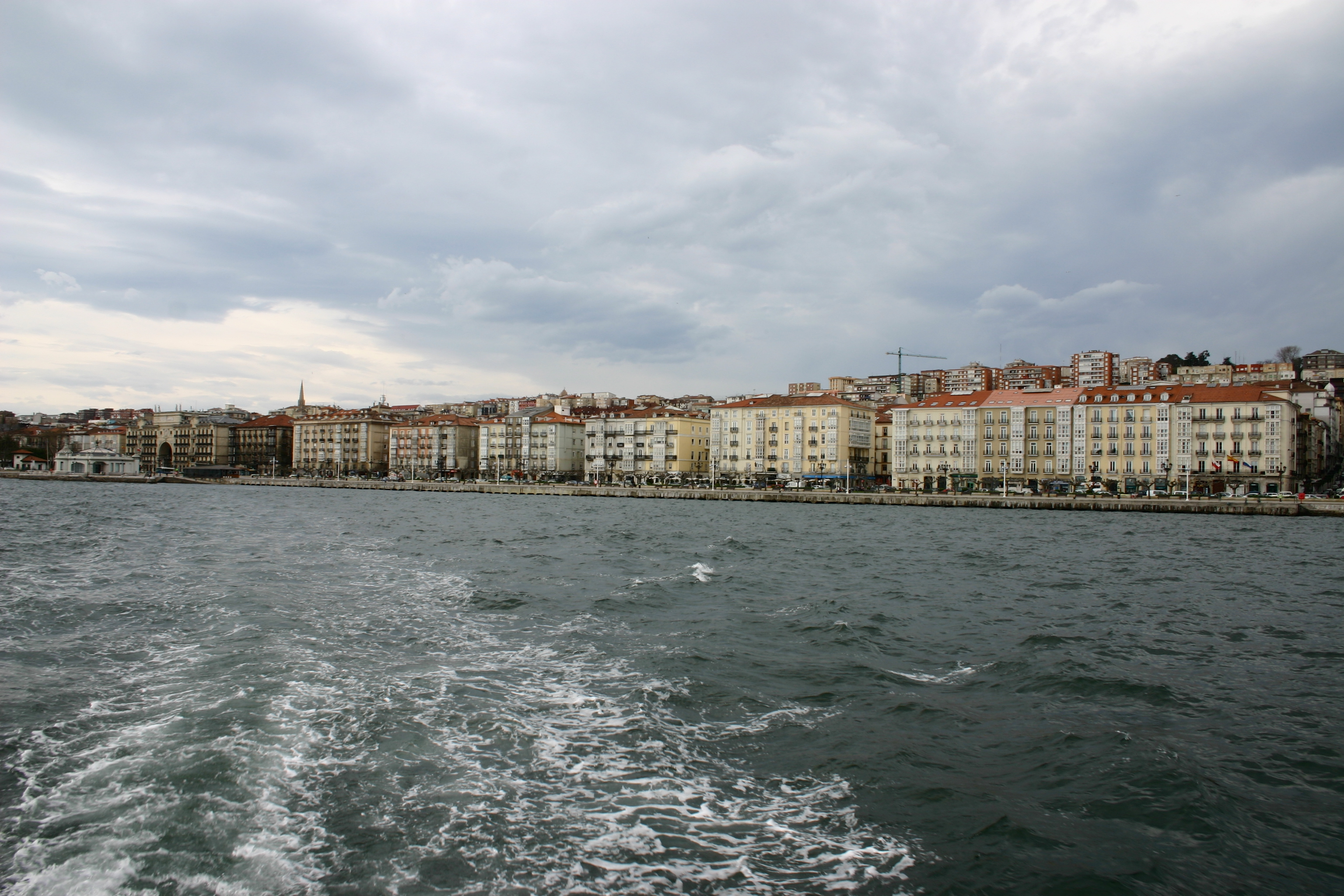
Santander.

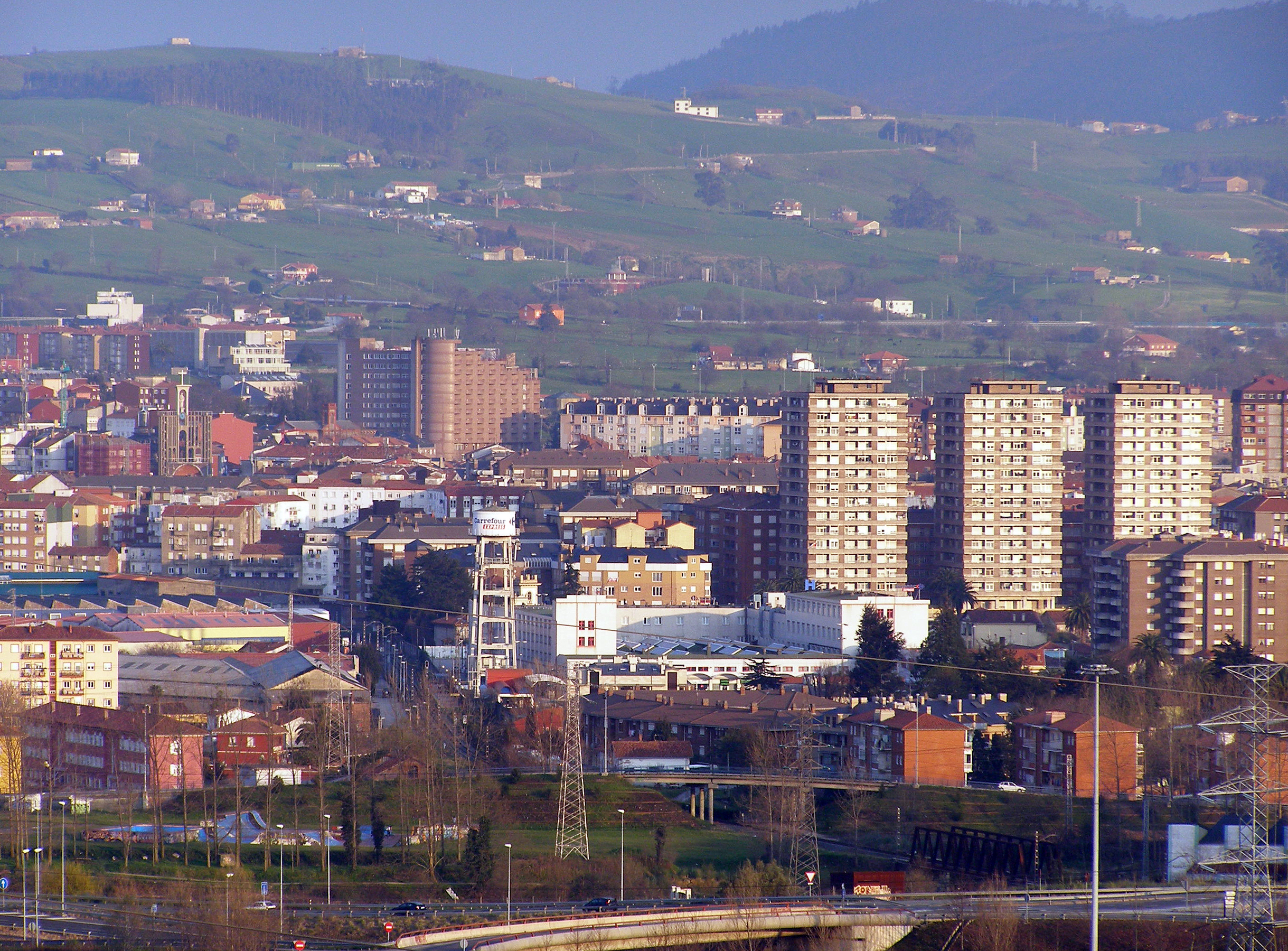
Torrelavega.

El área metropolitana de Santander-Torrelavega es una conurbación o conjunto de núcleos urbanos encabezados por las áreas urbanas españolas de Santander (284 506) y Torrelavega (118 222), en la comunidad autónoma de Cantabria. Su población en 2024 era de 402 728 habitantes, con una superficie de 664,3 km². Si tenemos en cuenta que Cantabria tiene algo menos de 600 000 habitantes, esta área metropolitana concentra más del 65 % de la población total de la comunidad autónoma.
El eje se caracteriza por tener dos centros articuladores. Por un lado, Santander, capital de la comunidad autónoma, ciudad predominantemente administrativa y de servicios, con importante incidencia en su economía del sector turístico. Por otro, Torrelavega aporta al área el componente industrial, además del comercial especialmente fortalecido por la alta incidencia territorial que esta ciudad tiene en la comunidad autónoma.
No podemos obviar la importancia de varios subcentros que giran alrededor de los ejes articuladores, caso del conjunto urbano Muriedas-Maliaño, El Astillero y Santa Cruz de Bezana en el caso de Santander y de Reocín, Suances, Los Corrales de Buelna y Cabezón de la Sal en el caso de Torrelavega.
Entre los dos núcleos de población principal (Santander y Torrelavega) el resto de la población se concentra especialmente en un eje transversal que marca la autovía A-67 que une ambas ciudades.

## Municipios que forman el área metropolitana
Se listan a continuación los municipios que forman parte de las dos sub-áreas metropolitanas, en cursiva los que se consideran pertenecientes o no, dependiendo del criterio utilizado:

Municipios que forman el área metropolitana de Santander-Torrelavega en Cantabria.
Santander
Municipios del sub-área de Santander
Municipios incluidos según criterio
Torrelavega
Municipios del sub-área de Torrelavega
Municipios incluidos según criterio

- Santander:
  - Camargo
  - Santa Cruz de Bezana
  - El Astillero
  - Piélagos (nordeste)
  - Marina de Cudeyo
  - Villaescusa
  - Medio Cudeyo
  - Ribamontán al Mar
- Torrelavega:
  - Cartes
  - Los Corrales de Buelna
  - Reocín
  - Polanco
  - Miengo
  - Piélagos (suroeste)
  - Puente Viesgo
  - Suances
  - Santillana del Mar
  -  Castañeda
  - Alfoz de Lloredo
  - Cabezón de la Sal